# Omar Tomasoni
Omar Tomasoni (* 1984 in Orzinuovi, Provinz Brescia) ist ein italienischer Trompeter.

## Leben
Tomasoni studierte Trompete am Conservatorio Luca Marenzio in Brescia, wo er „cum laude“ graduierte. Zudem besuchte er Meisterkurse u. a. bei Pierre Thibaud, Fred Mills, Stephen Burns, Hans Gansch, Max Sommerhalder, Giuseppe Bodanza, Vincent Penzarella und Philip Smith. In den Jahren 1996 und 1997 gewann er jeweils den Musikwettbewerb der Stadt Cremona und 1999 der Stadt Manerbio.
Kurz darauf begann seine Karriere als Solotrompeter beim Orchestra Filarmonica della Scala, dem Janáček Festival Orchestra, dem New Seoul Philharmonic Orchestra, dem World Youth Orchestra und von 2004 bis 2008 beim Orchestra del Maggio Musicale Fiorentino unter Zubin Mehta. Von 2001 bis 2003 war er außerdem Mitglied des Jugendorchesters der Europäischen Union. Im Jahr 2008 wurde Tomasoni zum Solotrompeter des Orchestra dell’Accademia Nazionale di Santa Cecilia unter Antonio Pappano bestimmt, bis er im August 2013 schließlich in gleicher Position zum Concertgebouw-Orchester nach Amsterdam wechselte.
Als Substitut wirkte er zudem u. a. beim Wiener Mozart Orchester und dem Mahler Chamber Orchestra. Omar Tomasoni ist Mitglied und Mitbegründer des eklektizistischen Blechbläserquintetts „Italian Wonderbrass“ und hält Meisterklassen.

## Auszeichnungen
- 2003: Bronzemedaille der Republik Italien für große künstlerische Leistungen